# Hape Kerkeling
 (novembre 2012).
Si vous disposez d'ouvrages ou d'articles de référence ou si vous connaissez des sites web de qualité traitant du thème abordé ici, merci de compléter l'article en donnant les références utiles à sa vérifiabilité et en les liant à la section « Notes et références ».
Hape Kerkeling (en forme complète, Hans-Peter Wilhelm Kerkeling, né le 9 décembre 1964 à Recklinghausen) est un humoriste et acteur allemand.
Il s'est fait connaître par ses rôles parodiques, déguisé en Evje van Dampen, Rico Mielke ou encore Siegfried Schwäbli.

## Discographie
- 2003 : Tanze Samba mit mir (avec Jana Ina)